# Ульяновское (Костанайская область)
Ульяновское (каз. Ульянов) — село в Костанайском районе Костанайской области Казахстана. Административный центр Ульяновского сельского округа. Находится примерно в 51 км к западу от центра города Костаная. Код КАТО — 395467100.

## Население
В 1999 году население села составляло 1521 человек (735 мужчин и 786 женщин). По данным переписи 2009 года, в селе проживало 586 человек (286 мужчин и 300 женщин).